# Olivier Barlet
Pour les articles homonymes, voir Barlet.
Olivier Barlet est un journaliste français, traducteur, critique de cinéma et chercheur sur les cinémas d'Afrique et des diasporas (monde noir et monde arabe, interculturalités), né à Paris le 4 octobre 1952.

## Biographie
Olivier Barlet est diplômé en 1976 de l'ESCP-EAP (études en alternance à Paris, Londres et Düsseldorf). Il est d'abord animateur en milieu rural à Les Pilles pour l'association DECOR, dont il reste le président et avec laquelle il développe le projet de partage d'informations participatif citoyen Ensemble ici lancé le 8 juin 2012. Il enseigne la traduction et l'interprétariat à Munich de 1985 à 1990, puis est agent littéraire et traduit de l'allemand et de l'anglais de nombreux livres sur l'Afrique et d'auteurs africains.
Membre du Syndicat français de la critique de cinéma, il écrit sur le cinéma dans les mensuels panafricains Africa international, Afrique-Asie et Continental ainsi que dans la Lettre des musiques et des arts africains, avant de fonder avec quelques collègues la revue Africultures en novembre 1997, dont il est le rédacteur en chef de 1997 à 2004, et son site internet où il publie près de 1800 articles sur les cinémas d'Afrique,. Il écrit également les pages cinéma du magazine Afriscope (2007-2017).
Il est président de l'association Africultures de 1997 à 2008 puis trésorier jusqu'en 2016, avant de passer la main à une équipe plus jeune tout en restant directeur des publications. En tant que président ou rédacteur-en-chef, il intervient dans le débat public notamment sur les zoos humains, la commémoration de l'abolition de l'esclavage, le mouvement des intellectuels ou les questions de l'immigration.
Pour le critique Jean-Michel Frodon, « Olivier Barlet est sans doute le meilleur connaisseur français (donc européen) des cinémas d’Afrique ». Traduits dans différentes langues, ses livres font en effet référence.
Publié en 1996, son ouvrage Les Cinémas d'Afrique noire : le regard en question obtient le Prix Art et Essai 1997 du CNC,. Par son titre, il propose de délaisser l'expression « cinéma africain », qu'il considère enfermer dans un genre ces cinématographies plurielles. « Il éclaire le lecteur sur ces cinémas sans l'inviter à une fascination dramatique pour les thèmes qu'ils exploitent », indique Gustave Boulou de B'béri. Car comme le note Christiane Passevant, « la perception des cinémas africains par les Occidentaux peut se résumer à la remise en question du regard ».
En 2012, Olivier Barlet publie une somme sur la période 1996-2011 : Les Cinémas d'Afrique des années 2000 : perspectives critiques, en proposant de « repenser le discours critique sur les cinémas d'Afrique », et de « formuler de nouvelles bases pour la critique du cinéma africain ». Il y analyse, selon Pierre Barrot, « trois tendances fortes de la décennie écoulée : la percée des cinéastes "issus de l’immigration" , le recul des tabous historiques et l’affirmation des femmes ».
Il participe en 2004 à Tunis à la création de la Fédération africaine de la critique cinématographique dont il est le trésorier jusqu'en 2009, et anime des dizaines d'ateliers sur la critique à destination des journalistes dans divers pays africains.
Il est membre du jury fictions longs métrages du FESPACO 2005.
Il continue de publier des critiques, analyses et interviews sur le site africultures.com,, souvent traduits en anglais dans la revue américaine Black Camera, ainsi que dans de nombreux sites, revues et ouvrages internationaux. Avec le site afrimages.net, il publie en compagnie d'universitaires et critiques des analyses sur les films d'Afrique.
De 1992 à 2018, il fonde et dirige avec Sylvie Chalaye la collection Images plurielles (cinéma et théâtre) aux Éditions L'Harmattan, Paris.
Il participe également depuis sa création en 2002 à la programmation et l'animation du Festival des cinémas d'Afrique du pays d'Apt. Il est par ailleurs programmateur sur la plateforme de documentaires de création Tënk.
Il assure de 2018 à 2020 la couverture des grands festivals pour le quotidien Le Soleil (Dakar).
Au festival de Cannes 2023, il reçoit le Prix d'excellence de la critique cinématographique décerné par le Arab Cinema Center,.
En 2024, il achève la Liste de festivals de cinéma en Afrique et dans le monde ainsi que, aidé par de nombreux stagiaires, l'intégration dans la base Sudplanète  des films de 1960 à 2000 listés dans le dictionnaire des Cinémas d'Afrique édité par le Fespaco avec l'association des Trois mondes.